# Koppolsaari (ö, lat 61,20, long 27,67)
Koppolsaari är en ö i Finland. Den ligger i sjön Kuolimo och i kommunen Savitaipale i den ekonomiska regionen  Villmanstrands ekonomiska region  och landskapet Södra Karelen, i den södra delen av landet, 190 km nordost om huvudstaden Helsingfors. Öns area är 0,1 hektar och dess största längd är 50 meter i öst-västlig riktning.